# 普吉街道
普吉街道是中国云南省昆明市五华区下辖的一个街道。

## 行政区划
普吉街道下辖以下地区：
王家桥社区、大塘社区、普吉社区、同心路社区、云冶社区、联家社区、观音寺社区、西景社区和景文社区。